# Parafia Matki Bożej Pocieszenia w Czarnochowicach
Parafia Matki Bożej Pocieszenia w Czarnochowicach – rzymskokatolicka parafia znajdująca się w archidiecezji krakowskiej, w dekanacie Wieliczka Wschód, w Polsce.

## Historia
Parafia Matki Bożej Pocieszenia w Czarnochowicach została erygowana 17 maja 1982 roku przez arcybiskupa Franciszka  Macharskiego z mocą obowiązywania od 23 maja 1982 roku. Budowę kościoła rozpoczęto w 1986 roku. 

## Proboszczowie
- ks. Antoni Bzdyl (1982
- ks. Władysław Rusnak (?–2024)[2]
- ks. Marcin Twardosz (2024– )[2]